# Homeric (paquebot)
Le RMS Homeric, lancé sous le nom de Columbus est un paquebot transatlantique construit pour la Norddeutscher Lloyd (NDL) et lancé en 1913 aux chantiers F. Schichau à Danzig. Le Columbus est cédé au Royaume-Uni conséquemment au traité de Versailles. Il est vendu à la White Star Line en 1920 et nommé Homeric. Son sister-ship le Hindenburg reste sous pavillon allemand et est renommé Columbus. Le RMS Homeric sert la White Star de 1922 à 1935.

## Histoire

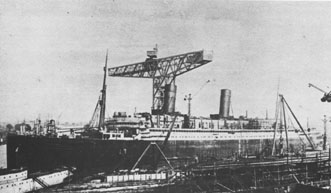
L’Homeric en construction.

Il a fallu moins d'un an après la Première Guerre mondiale pour que la Cunard rétablisse sa suprématie dans l'Atlantique avec un service hebdomadaire entre Southampton et New York mené par trois navires. Le Mauretania, l’Aquitania, ainsi que l’Imperator, qui devait les concurrencer, traversent alors l'Atlantique comme s'il ne s'était rien produit. La Cunard n'a perdu qu'un paquebot, le Lusitania en 1915, mais la White Star Line a connu plus de déboires. Son vaisseau amiral de 48 000 tonnes, le Britannic, a été perdu en mer Égée en 1916 et le superbe Oceanic de 1899 s'est abîmé près des îles de Foula en 1914. Une fois la guerre terminée, le traité de Versailles donne deux superpaquebots allemands à la White Star, le Bismarck (56 000 tonnes), le plus grand des trois navires d'Albert Ballin, laissé inachevé aux chantiers Blohm & Voss, et le Columbus de 35 000 tonnes en construction à Danzig. Les deux navires ont déjà été lancés, mais sont loin d'être achevés, et il faudra deux ans pour les finir entièrement, laissant la White Star Line hors du circuit jusqu'en 1922.
Sa quille posée en 1912, le Columbus est le premier des deux navires commandés par la Norddeutscher Lloyd pour rallier Bremerhaven à New York. Avec 35 000 tonnes, ce seront de grands navires pour l'époque, et comme les nouveaux navires de classe Imperator, ils ne se centreront pas sur la vitesse mais sur le luxe. Mus par des machines alternatives à triple expansion, les deux navires ont deux hélices (les deux plus grands navires de ce type jusqu'à l'arrivée du Queen Elizabeth 2 en 1969), et ont une vitesse moyenne modeste de 18 nœuds.

### Dommage de guerre
Lancé le 17 décembre 1913, le Columbus est le plus gros navire de la flotte de la NDL. Cependant, la construction du nouveau navire est arrêtée en août 1914, les chantiers navals étant inondés par les commandes militaires. Le navire inachevé est déplacé à Danzig pendant la guerre. Rouillé et négligé, le Columbus, comme la plus grande partie de la flotte allemande, est cédé inachevé aux Britanniques comme réparation des dommages de guerre. En 1920, la construction se poursuit sous les yeux d'envoyés des chantiers Harland & Wolff de Belfast, mais le travail est lent, à cause des pénuries de matériel, et du manque de volonté des ouvriers rechignant à construire un navire pour le céder aux Britanniques. Si l'intérieur du navire est conformé pour répondre aux codes de la compagnie (luxueux et à la mode), son système de propulsion au charbon n'est pas troqué pour un système à base de mazout qui devient à cette époque la norme dans l'Atlantique Nord. Le temps requis pour ces transformations est en effet trop long, dans une période où la compagnie est à court de navires.
Suivant la tradition de la White Star Line consistant à donner des noms en -ic, le Columbus est renommé Homeric. Finalement achevé fin 1921, l’Homeric est cédé par un constructeur réticent. Il passe remarquablement ses essais, prouvant une caractéristique qui lui attirera la faveur de nombreux passagers : sa stabilité. Par sa conception, il ne présente aucun roulis.

### Service transatlantique

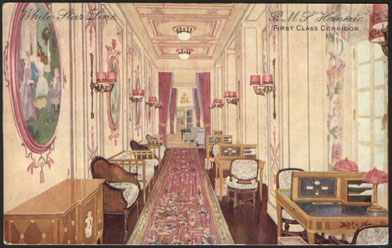
Carte postale représentant une coursive de première classe.

Resplendissant lors de sa livraison à la White Star Line, le récent Homeric arrive à Southampton le 21 janvier 1922. Ses essais de vitesse ont eu lieu en mer du Nord en chemin vers son nouveau port d'attache, et il dépasse les attentes des constructeurs d'un demi-nœud. Une fois à quai, des ajustements mineurs et des modifications ont lieu, et un mois plus tard, le 21 février 1922, l’Homeric quitte Southampton pour son voyage inaugural à destination de New York. Il rejoint le vieil Olympic, et en mai arrive le Bismarck devenu le vaisseau amiral de la compagnie, le Majestic. Ainsi, la compagnie peut aligner un trio de navires capable de concurrencer la Cunard.
Rapidement installé dans sa routine transatlantique, l’Homeric se révèle être un navire populaire de la White Star Line, bien que sa vitesse soit devenue un problème majeur pour la ligne, avec 18 nœuds : il ne peut garder l'allure de ses compagnons, ayant du mal à assurer un service hebdomadaire. À la fin de la deuxième saison, en octobre 1923, l’Homeric est retiré du service et subit une refonte d'hiver. Ses chaudières sont converties au profit du pétrole. Ceci nécessite huit mois, mais le 9 avril 1924, il reprend du service, se révélant légèrement plus rapide, atteignant une moyenne de 19,5 nœuds pour sa première traversée. Cependant, il ne peut pas atteindre le niveau de l’Olympic et du Majestic, tous deux pouvant atteindre une vitesse de croisière de 21 nœuds. Toutefois, le temps d'une traversée transatlantique est pour lui réduit d'un jour.
En avril 1925 (certains rapports erronés parlent de 1921 ou de 1924), l’Homeric reçoit un signal de détresse du cargo japonais Raifuku Maru. Avec un autre navire, le King Alexander, ils foncent vers la position du Raifuku Maru, mais la mer fut trop agitée pour qu'ils l'atteignent. L'équipage doit assister impuissant au naufrage du cargo.

### Déclin
Avec comme objectif de transporter des immigrants, l’Homeric a une grande portion de ses installations prévues pour leur servir, et quand les États-Unis réduisent les entrées des migrants au milieu des années 1920, c'est pour lui un coup dur. Ses traversées transatlantiques commencent à perdre de l'argent vers 1926, et le navire est envoyé faire des croisières en Méditerranée et dans les Caraïbes. Même s'il n'est entré en service qu'en 1922, en 1927, il montre de sérieux signes de vieillesse. Lancé en 1913, sa coque et ses installations intérieures ont près de vingt ans. Des fissures apparaissent dans sa coque et ses superstructures, mais comme ses confrères, l’Homeric résiste, naviguant à vitesse réduite et évitant les tempêtes de l’Atlantique Nord. En 1928, la White Star annonce le lancement d'un nouveau géant, l’Oceanic, supposé remplacer les vieux Olympic et Homeric. Cependant, ce projet ne voit jamais le jour, la White Star étant incapable de financer un tel navire, et deux navires à moteur plus petits sont construits, le Britannic et le Georgic. Après l'entrée en service de ce dernier, l’Homeric, étant superflus dans l'Atlantique, devient un navire de croisière à plein temps. Le 1er juin 1932, il quitte New York pour sa dernière traversée transatlantique. Sa carrière dans l'Atlantique a donc été courte, seulement dix ans.
Effectuant des croisières des ports britanniques vers la Méditerranée, l’Homeric est l'un des premiers paquebots exclusivement dédiés aux croisières. Il tient cette position avec succès, et est bientôt bien établi dans l'industrie des croisières. Bien qu’il n'ait jamais été impliqué dans une grande catastrophe, l’Homeric est impliqué dans un incident mineur alors qu'il se trouve à quai à Tenerife le 28 septembre 1932. Le petit navire Isla de Tenerife de la Cia Transmediterrania ne réussit pas à éviter l’Homeric, le heurtant au niveau de la proue. Heureusement, le paquebot n'est pas sévèrement endommagé et sa croisière se poursuit.

### Fin de carrière
Alors que la situation financière de la White Star empire au début des années 1930, l’avenir de l’Homeric s'assombrit. Les fonds de la compagnie étant presque épuisés, et avec l'acquisition de la compagnie par la Cunard, les jours du paquebot sont comptés. En 1934, les deux compagnies fusionnent, et l’Homeric est à nouveau considéré comme superflu, et prévu à la destruction à la fin de la fusion. Ceci était très lié à l'arrivée du Queen Mary. En juillet 1935, l’Homeric participe à la revue du Jubilé d'argent du roi George V, un honneur, mais deux mois plus tard, il est mis à quai et ne sert plus jamais. Fin 1936, après l'arrivée du Queen Mary, il est vendu aux démolisseurs Thomas Ward & Sons. En 1938, il n'en reste plus rien.

## Dans la fiction
Le RMS Homeric apparaît au chapitre 3 de L'Affaire Charles Dexter Ward de l'écrivain fantastique Howard P. Lovecraft.